# شهرستان گراندی (میزوری)
شهرستان گراندی، میزوری (به انگلیسی: Grundy County, Missouri) یک سکونتگاه مسکونی در ایالات متحده آمریکا است که در میزوری واقع شده‌است.